# Ballons des Vosges
Ballons des Vosges (franska: Parc naturel régional des Ballons des Vosges) är en fransk regional naturpark. Den ett skyddat område med skog, betesmarker, våtmarker, jordbruksmark och historiska platser i regionerna Grand Est och Bourgogne-Franche-Comté i nordöstra Frankrike. Området utsågs officiellt som en regional naturpark 1989. 187 kommuner som tillhör departementen Haut-Rhin, Vosges, Haute-Saône och Territoire de Belfort är medlemmar i parken, som är värd för 238 000 invånare. Det är en av de största och mest befolkade franska regionala parkerna. Ett brett utbud av livsmiljöer som finns tillgängliga i parken gynnar en mängd olika vilda djur som boreal uggla (Tengmalms uggla), lodjur, pilgrimsfalk, västlig tjäder, praktnejlika, tranbär och sileshår.